# Happy Over Hoagy
Happy Over Hoagy è un album di Zoot Sims e Al Cohn, pubblicato dalla Jass Records nel 1987. La data (o le date) delle registrazioni dei brani è alquanto incerta, il catalogo che raccoglie la discografia di Zoot Sims la colloca alla fine degli anni cinquanta (registrato a New York City, New York) mentre sulle note della copertina dell'album pubblicato (dalla Jass Records) nel 1987 è indicato: 1957/1958.

## Tracce
Brani composti da Hoagy Carmichael
Lato A
1. I Get Along Without You Very Well – 4:07
2. Old Rockin' Chair – 3:17
3. Skylark – 4:04
4. The Nearness of You – 3:31

Lato B
1. Georgia on My Mind – 3:21
2. Up a Lazy River – 4:05
3. Two Sleepy People – 4:14
4. Stardust – 2:58

## Musicisti
- Zoot Sims - sassofono tenore
- Al Cohn - sassofono baritono
- Nick Travis - tromba
- Jimmy Cleveland - trombone
- Elliott Lawrence - pianoforte
- Milt Hinton - contrabbasso
- Osie Johnson - batteria
- Bill Elton - arrangiamenti